# 克魯舍利尼察
49°6′16″N 23°29′10″E / 49.10444°N 23.48611°E

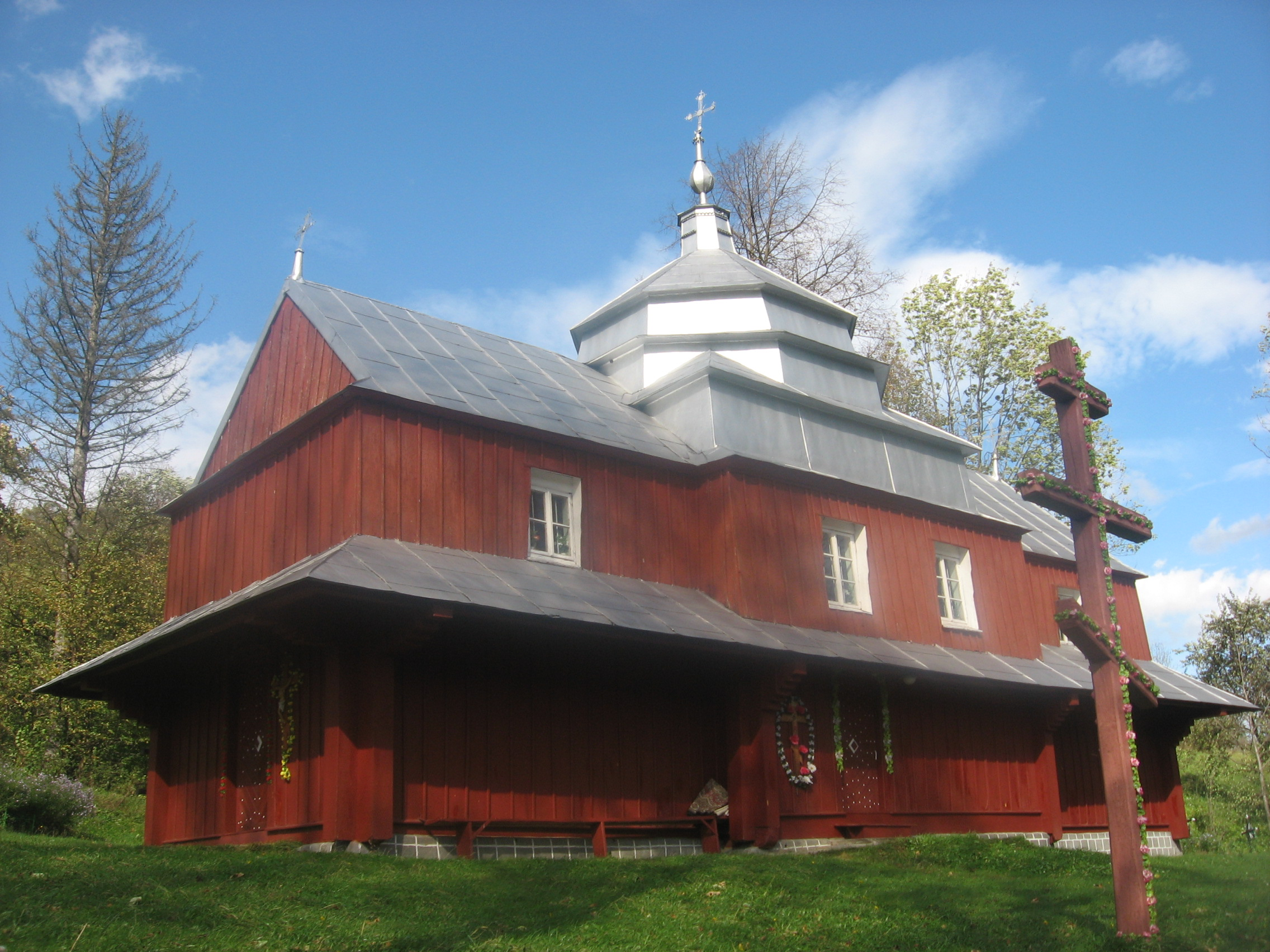
教堂

克魯舍利尼察（烏克蘭語：Крушельниця），是烏克蘭的村落，位於該國西部利沃夫州，由斯特雷區斯科萊市鎮負責管轄，始建於1395年，面積2.42平方公里，海拔高度417米，2001年人口1,297。